# Patricia Marmont
Patricia Marmont (* 9. August 1921 in Long Island, New York; † 3. Dezember 2020) war eine britische Schauspielerin.

## Leben
Patricia Marmont kam schon früh mit der Filmszene in Berührung. Bereits ihr Vater Percy Marmont war als Schauspieler tätig und wirkte als solcher in mehr als 80 Produktionen mit. Ihr Debüt gab Marmont 1946 an der Seite ihres Vaters im Drama Loyal Heart.
Nach eher unbedeutenden Nebenrollen in Filmen wie Ich war eine männliche Kriegsbraut und Die schöne Helena hatte sie 1959 den wohl bekanntesten Auftritt ihrer Karriere als Schwester Benson in Plötzlich im letzten Sommer an der Seite großer Leinwandstars wie Elizabeth Taylor, Katharine Hepburn und Montgomery Clift. Neben ihrer Filmkarriere trat Marmont auch als Theaterschauspielerin auf, darunter zweimal am New Yorker Broadway.
Nach 1961 war Marmont ausschließlich als Darstellerin in Fernsehserien zu sehen, ehe sie 1965 ihre Schauspielkarriere ganz beendete. Marmont betätigte sich fortan als Talentagentin und gründete mit der Marmont Management Ltd. ihr eigenes Unternehmen. 2004 trat sie im Alter von 83 Jahren als Besitzerin eines Antiquitätengeschäfts in der britischen Filmkomödie Fakers noch ein letztes Mal vor die Kamera.
Patricia Marmont war seit 1952 mit dem Schauspieler Nigel Green verheiratet. Die Ehe blieb kinderlos und wurde geschieden.

## Filmografie (Auswahl)
- 1946: Loyal Heart
- 1949: Ich war eine männliche Kriegsbraut (I Was a Male War Bride)
- 1954: Front Page Story
- 1954: The Crowded Day
- 1956: Die schöne Helena (Helen of Troy)
- 1957: Am seidenen Faden (Fortune Is a Woman)
- 1957: No Time for Tears
- 1959: Plötzlich im letzten Sommer (Suddenly, Last Summer)
- 1961: Mary Had a Little...
- 2004: Fakers